# Kergrist
 Kergrist  (también así en bretón) es una población y comuna francesa, situada en la región de Bretaña, departamento de Morbihan, en el distrito de Pontivy y cantón de Cléguérec.

## Demografía
| 933 | 793 | 658 | 645 | 666 | 659 |
| Para los censos de 1962 a 1999 la población legal corresponde a la población sin duplicidades (Fuente: INSEE [Consultar]) |     |     |     |     |     |